# ياسين سامية
ياسين سامية (ولد في 22 فبراير 1998) هو لاعب كرة قدم سوري محترف يلعب مهاجمًا لنادي أربيل العراقي وأيضًا للمنتخب السوري.

## دوليًا
استدعاه منتخب سوريا في 24 مارس 2022، فخاض أول مبارياته الدولية له ضد لبنان في تصفيات كأس العالم 2022. كما شارك أمام العراق يوم 29 مارس في نفس البطولة.

### الأهداف الدولية
| هدف | تاريخ         | مكان                                        | المنافس | النتيجة | الحصيلة | منافسة      | مرجع |
| --- | ------------- | ------------------------------------------- | ------- | ------- | ------- | ----------- | ---- |
| 1   | 6 سبتمبر 2023 | ملعب كرة القدم بجامعة تشنغدو، تشنغدو، الصين | ماليزيا | 2–0     | 2–2     | مباراة ودية |      |

## روابط خارجية
- ياسين سامية على موقع قاعدة بيانات كرة القدم.إي يو (الإنجليزية)
- ياسين سامية على موقع ناشيونال فوتبول تيمز (الإنجليزية)
- ياسين سامية على موقع Soccerway.com (الإنجليزية)
- ياسين سامية على موقع كووورة
- ياسين سامية على موقع GSA (الإنجليزية)